# Oliver Winchester
Oliver Fisher Winchester (30 de noviembre de 1810 - 11 de diciembre de 1880) fue un político y empresario estadounidense, creador del fusil Winchester y fundador de Winchester Repeating Arms Company.
Con su muerte en 1880, su participación en la compañía fue heredada por su hijo William Wirt Winchester, que murió de tuberculosis en marzo del año siguiente. Sarah, la esposa de William, creía que la familia estaba maldita por los espíritus de aquellos que fueron asesinados con rifles Winchester. Luego se mudó a San José (California), comenzando la construcción de una mansión caótica con la intención de confundir a los espíritus vengativos. La casa, ahora conocida como Mansión Winchester, se convirtió en una atracción turística tras la muerte de Sarah en 1922.